# Őszi Zoltán
Őszi Zoltán (Kaposvár, 1967. szeptember 10. –) magyar grafikus, illusztrátor.

## Életpályája
A középiskola elvégzése után azonnal a rajzolás felé fordul az érdeklődése, Földvári György író társaságában elkészíti az akkor nagyon sikeres Szemigszőr kapitány kalandjai c. könyvét, melynek több kiadása, része jelenik meg, németül is. A kezdeti időkben fest, manapság számítógéppel szerkeszti, színezi tusrajzait.
Művei kontúrosak, karikatúra jellegűek, rendre humorosak. Nagy hatással volt rá a rajzfilm, a karikatúra, később a képregény. Közel áll hozzá a távoli mester, Dargay Attila stílusa, dinamikája.
Munkatársa volt a Ludas Matyi 1990-es években újraindult számainak, itt közéleti rajzai jelentek meg. Megszűnéséig dolgozott a Szivárvány című gyermeklapnak, Jelenleg munkatársa a Dörmögő Dömötörnek és a Kabóca című szlovák lapoknak.
A 80-as években aktív tagja a hazai amatőrfilmes mozgalomnak. A kaposvári Somogy Amatőrfilm- és Videostúdió tagjaként több hazai és nemzetközi fesztiválon kap díjat S/8 mm-es animációs filmjeiért. Ebből az időszakból kortársai Szőke András filmrendező, Czabán György a MAFSZ jelenlegi elnöke, a KVB-s Ganczer Sándor, Kotnyek István festőművész, animációsfilm-rendező és a MEDIAWAVE-s Hartyándi Jenő.

## Művei
Az 1990-es évek elején a Bembó kiadónál illusztrálja Az elveszett sárkány c. könyvet, melynek írója Ballér Piroska, szerkesztője Horváth Tibor volt. Nyári László költő a szerzője a Szalay Könyvkiadónál megjelent  könyvének (Barnabás meséi), melyet több magánkiadású könyv illusztrálása követ. 
Önálló kötete a Dörmögőben havi folytatásban megjelenő, majd az Édesvíz Kiadónál kötetben kiadott Ukk Mukk és Fukk, a három okostóni c. mesekönyv. 
A Sprinter Kiadónál elsősorban kifestői jelennek meg, de lehetőséget kap egy ifjúsági könyv illusztrálására is. (Rangáné Lovas Ágnes: Hoppá, baba születik)
A Tóth Könyvkereskedésnél illusztrálja Benedek Elek: Bolondos mesék c. kötetét, majd 2007-ben itt jelenik meg második önálló kötete, Télapó 12 hónapja címen.
2008 óta írja blogját (www.cewrkaweb.blogspot.com), melyben sajátosan keverednek a fiktív és valós életének elemei. A blogban rendre megelevenednek és szerepet kapnak az aktuális munkáinak szereplő, segítségükkel bemutatva az alkotás folyamatát.
Blogján át, 2009-ben  találkozott a Trixi könyvek kiadójával, Szilágyi Lajossal, s kezdett el dolgozni a családi vállalkozásnak. Ő keltette életre Szilágyi Lajos békamese sorozatának. Tóthárpád Ferenc Töcsök Prücsök meséinek szereplőit. Itt kezdett el újra dolgozni egykori lapjának, a Szivárvány gyermekfolyóiratnak már nyugdíjas főszerkesztőjével, az író-költő Lévay Erzsébettel, akinek virtuális cicáját, Micikét keltette életre rajzaival. 
2017-ben a Szalay Könyvkiadónál jelent meg a Róka Úr ajándéka című könyve, melynek rajzaihoz Szabó Zsolt író, a kiadó egyik szerkesztője írt verses mesét.

## További információ
- Devecsery László: A kék pék - Weöres Sándor Színház (grafika: Őszi Zoltán)[halott link]

1. ↑  https://resolver.pim.hu/auth/PIM126463. (Hozzáférés: 2022. augusztus 5.)